# Obruciște, Stara Zagora
Obruciște (în bulgară Обручище) este un sat în comuna Gălăbovo, regiunea Stara Zagora,  Bulgaria. 

## Demografie
Componența etnică a satului Obruciște
     Bulgari (95,05%)
     Romi (2,62%)
     Nicio identificare (2,31%)
     Altele (0%)
La recensământul din 2011, populația satului Obruciște era de 1.639 locuitori. Din punct de vedere etnic, majoritatea locuitorilor (95,05%) erau bulgari, cu o minoritate de romi (2,62%). Pentru 2,31% din locuitori nu este cunoscută apartenența etnică.